# Rény község
Rény község (románul: Comuna Rieni) község Bihar megyében, Romániában. Központja Rény, beosztott falvai Alsófeketevölgy, Gyegyesény, Kakucsány, Kisszedres, Petrelény.

## Népessége
A 2011-es népszámlálás adatai alapján a község népessége 3050 fő volt.